# Limonia perproducta
Limonia perproducta är en tvåvingeart som beskrevs av Alexander 1967. Limonia perproducta ingår i släktet Limonia och familjen småharkrankar. Inga underarter finns listade i Catalogue of Life.